# ꟸ
ꟸ, appelé H barré majuscule en exposant, H barré majuscule supérieur ou lettre modificative majuscule H barré, est un symbole phonétique utilisé dans les extensions de l'alphabet phonétique international pour indiquer une voix baillée (en). Il est composé d’un Ħ majuscule ‹ Ħ › mis en exposant.

## Représentations informatiques
La lettre modificative H barré majuscule peut être représenté avec les caractères Unicode suivants (Latin étendu – D) :
| formes       | représentations | chaînes de caractères | points de code | descriptions                          | note                            |
| ------------ | --------------- | --------------------- | -------------- | ------------------------------------- | ------------------------------- |
| modificative | ꟸ               | ꟸ                     | U+A7F8         | lettre modificative majuscule h barré | codé pour le symbole phonétique |

## Sources
- (en) International Phonetic Association, Handbook of the International Phonetic Association : a guide to the use of the International Phonetic Alphabet, Cambridge, UK ; New York, NY, Cambridge University Press, 1999, 226 p. (ISBN 978-0-521-63751-0 et 0521637511, lire en ligne)
- (en) Karl Pentzlin, Proposal to encode two missing modifier letters for Extended IPA, avril 2010 (lire en ligne)